# Watsonarctia wullschlegeli
Watsonarctia wullschlegeli är en fjärilsart som beskrevs av Charles Oberthür 1911. Watsonarctia wullschlegeli ingår i släktet Watsonarctia och familjen björnspinnare. Inga underarter finns listade i Catalogue of Life.